# Ончешти (Дамбовица)
Ончешти (рум. Oncești) насеље је у Румунији у округу Дамбовица у општини Воинешти. Oпштина се налази на надморској висини од 439 m.

## Становништво
Према подацима из 2002. године у насељу је живело 888 становника, од којих су сви румунске националности.